# 楓山駅
楓山駅（プンサンえき）は、大韓民国京畿道高陽市一山東区楓洞に位置する韓国鉄道公社（KORAIL）の駅。
乗り入れている路線は、線路名称上は京義線であるが、当駅には広域電鉄の京義・中央線と西海線電車のみが停車する。京義・中央線の駅番号はK325、西海線の駅番号はS08。

## 駅構造
島式ホーム2面2線を有する地上駅である。ホーム部は掘割構造となっており、橋上駅舎を持つ。2面4線にできるよう、ホーム外側にスペースが確保されている。
出入口は1番（駅西側）と2番（駅東側）の2ヶ所ある。

### のりば
| 1 | 京義・中央線 | 大谷・デジタルメディアシティ・ソウル・龍山・清凉里・龍門方面 |
| 1 | 西海線       | 陵谷・金浦空港・素砂・始興市庁・草芝・元時方面               |
| 2 | 京義・中央線 | 一山・文山方面                                               |
| 2 | 西海線       | 一山方面                                                     |

## 利用状況
近年の一日平均利用人員推移は下記のとおり。なお、2009年は開業日の7月1日から12月31日までの184日間の平均である。
| 路線          | 路線     | 2009年 | 2010年 | 2011年 | 2012年 | 2013年 | 2014年 | 2015年 | 2016年 | 2017年 | 2018年 | 出典  |
| ------------- | -------- | ------ | ------ | ------ | ------ | ------ | ------ | ------ | ------ | ------ | ------ | ----- |
| ●京義・中央線 | 乗車人員 | 1,462  | 2,095  | 2,534  | 2,735  | 3,260  | 3,718  | 4,339  | 4,635  | 4,802  | 5,064  | [ 1 ] |
| ●京義・中央線 | 降車人員 | 1,387  | 1,951  | 2,353  | 2,549  | 2,979  | 3,460  | 4,107  | 4,358  | 4,505  | 4,736  | [ 1 ] |
| ●京義・中央線 | 乗降人員 | 2,849  | 4,046  | 4,887  | 5,284  | 6,239  | 7,178  | 8,446  | 8,993  | 9,307  | 9,800  | [ 1 ] |
| 路線          | 路線     | 2019年 | 出典   |        |        |        |        |        |        |        |        |       |
| ●京義・中央線 | 乗車人員 | 5,527  | [ 1 ]  |        |        |        |        |        |        |        |        |       |
| ●京義・中央線 | 降車人員 | 5,138  | [ 1 ]  |        |        |        |        |        |        |        |        |       |
| ●京義・中央線 | 乗降人員 | 10,665 | [ 1 ]  |        |        |        |        |        |        |        |        |       |

## 駅周辺
周辺には一山新都市の市街地が広がる。
- パムガシ公園
- エニゴルカフェ村 - 各種のカフェや飲食店が集まった一大グルメゾーン。
- 楮洞高等学校（朝鮮語版）
- 鼎鉢山洞住民センター
- YMCA一山青少年修練場
- 鼎鉢山公園
- Eマート楓山店

## バス路線
| 都市型バス | 99番  |
| 座席バス   | 921番 |

## 歴史
- 2009年7月1日 - 京義電鉄線の駅として開業。
- 2013年 - 副駅名「エニゴル」を除外。
- 2023年8月26日 - 西海線の大谷駅 - 一山駅間延長開通により開業。[2]

## 隣の駅
韓国鉄道公社
●京義・中央線 
京義急行・龍山急行
通過
中央急行・緩行
一山駅 (K326) - 楓山駅 (K325) - 白馬駅 (K324)
●西海線
一山駅 (K07) - 楓山駅 (K08) - 白馬駅 (K09)